# Brynjar Lia
Brynjar Lia, född 14 juli 1966, är en norsk historiker och professor i Mellanösternstudier vid institutionen för kulturstudier och orientaliska språk vid universitetet i Oslo. Han är också adjungerad forskarprofessor vid den norska försvarsforskningsinstitutionen (FFI) där han ledde FFI:s forskning om internationell terrorism och global jihadism mellan 1999 och 2011. Lia betraktas som en av Norges främsta experter på terrorism och är mycket citerad på norska och internationella medier i anslutning till Al-Qaida och internationell terrorism. Lias sista bok handlar om Abu Musab al-Suri, vilket recenserats i Newsweek, The Economist, London Review of Books och The New York Review of Books.